# Tullio Cariolato
Tullio Cariolato (Vicenza, 14 dicembre 1878 – Vicenza, 1948) è stato un politico, dirigente sportivo e pilota automobilistico italiano, deputato della XVII e XVIII legislatura del Regno d'Italia, presidente del Vicenza Calcio negli anni venti e vincitore, nel 1910, della quinta edizione della Targa Florio.

## Biografia
Tullio nasce nel 1878. Il padre è Domenico Cariolato, soldato fanciullo durante il Risorgimento, garibaldino, amico personale di Giuseppe Garibaldi. La madre è Anna Maria Piccoli, ricca e colta, che fonda, grazie al sostegno del padre, il Giardinetto rurale per i figli dei contadini.
Tullio si dedica dapprima al ciclismo senza ottonere risultati rilevanti, successivamente a corse con motociclo e infine all’automobilismo.
Nel 1919 sposa la cantante Anita Di Landa, morta l'anno successivo. Tullio muore nel 1948 e viene sepolto nella tomba di famiglia a Vicenza, accanto alla moglie.

### Deputato al Parlamento del Regno d'Italia
Fu deputato, per due mandati, nella XVII e XVIII legislatura del Regno d'Italia.

### Presidenza del Vicenza Calcio
Tullio Cariolato assunse la presidenza del Vicenza Calcio nel settembre 1926, succedendo al cavaliere Amilcare Schiavo.
Nel suo biennio di presidenza la squadra biancorossa fu allenata dal tecnico ungherese Imre Bekey.
Nella stagione 1926-1927 il Vicenza si piazzò al terzo posto non facendo compiere alla squadra biancorossa il salto di categoria mentre nell'annata 1927-1928 la squadra berica giunse ultima, ma non retrocedette in Terza Divisione per il completamento dei quadri della categoria.
Nel 1928 affidò la presidenza al marchese Antonio Roi.

### Pilota automobilistico

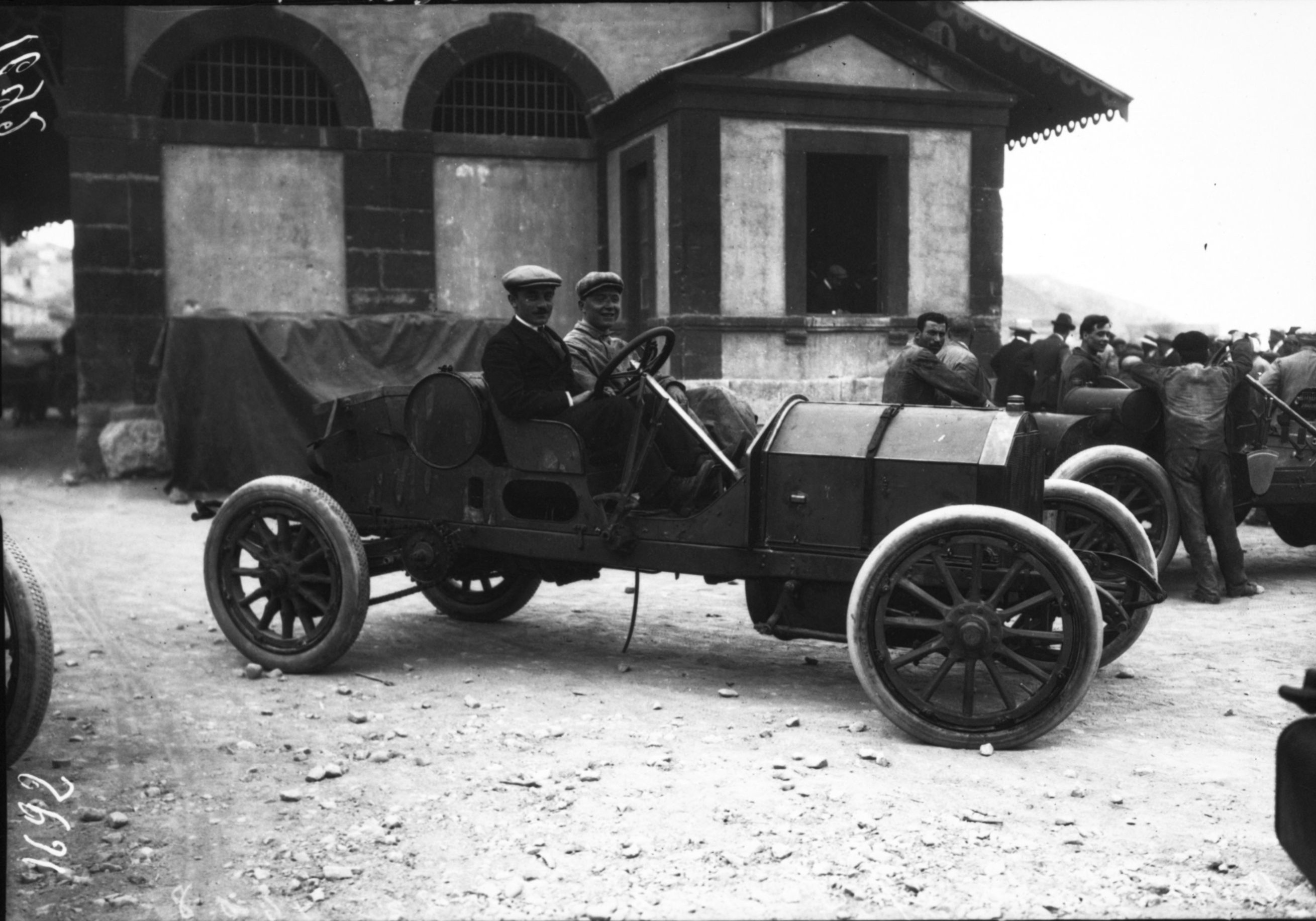
18 maggio 1908: Tullio Cariolato a bordo della sua Franco alla Targa Florio.

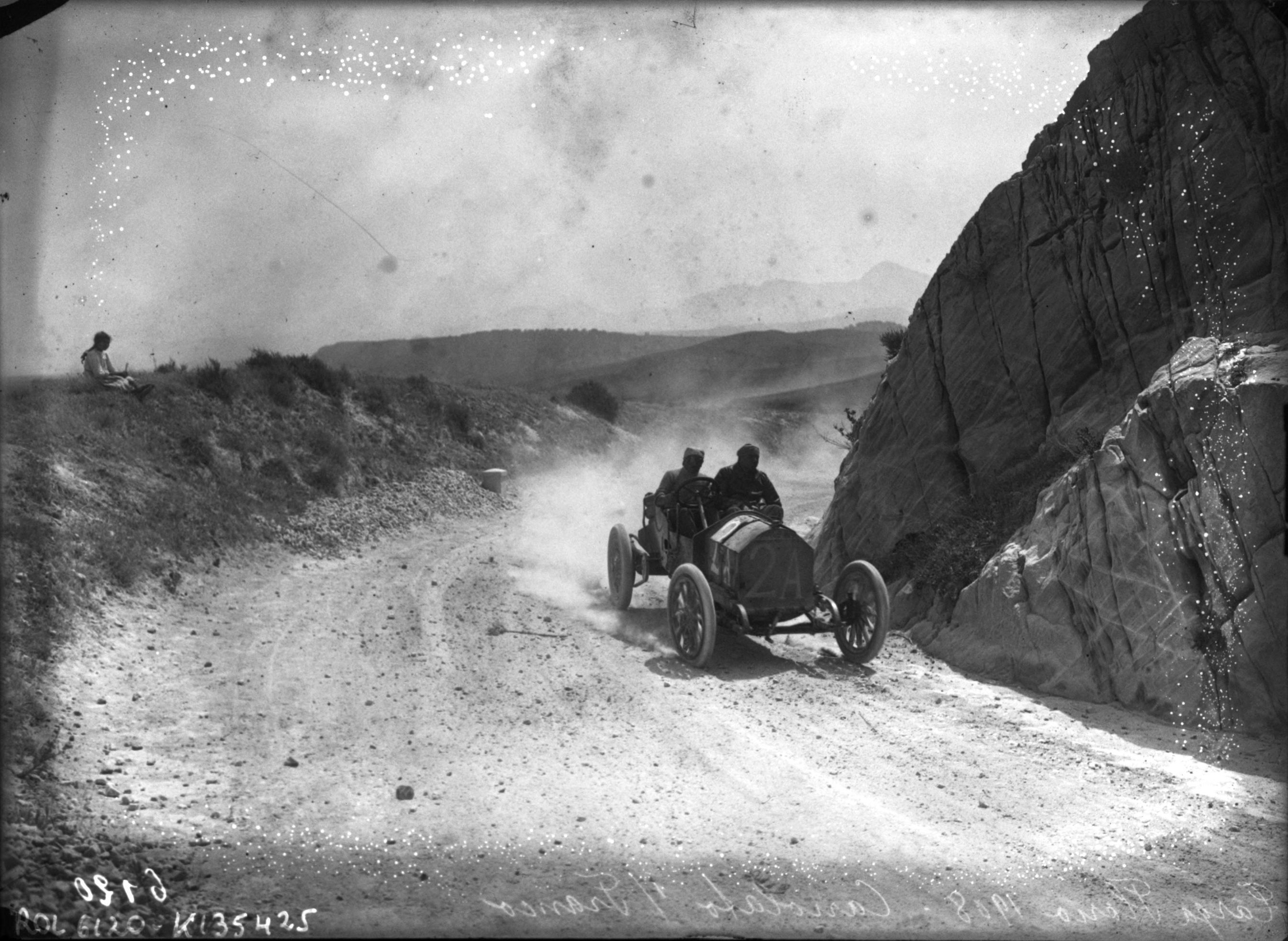
18 maggio 1908: Tullio Cariolato a bordo della sua Franco alla Targa Florio.

Tullio Cariolato partecipò nel 1907 alla seconda edizione della Targa Florio in Sicilia sulle strade della catena montuosa delle Madonie.
Nel 1908 nella terza edizione della Targa Florio guidò una vettura della Automobili Franco, del costruttore Attilio Franco di Sesto San Giovanni.
Nel 1910 vinse la quinta edizione della Targa Florio guidando una Franco 35/50 HP sul Grande circuito delle Madonie in 6 ore, 20 minuti e 47 secondi, con una velocità media di 46,899 km/h.
Dal 1928 al 1942 fu presidente dell'Automobile Club Vicenza.